# Ламме-фьорд

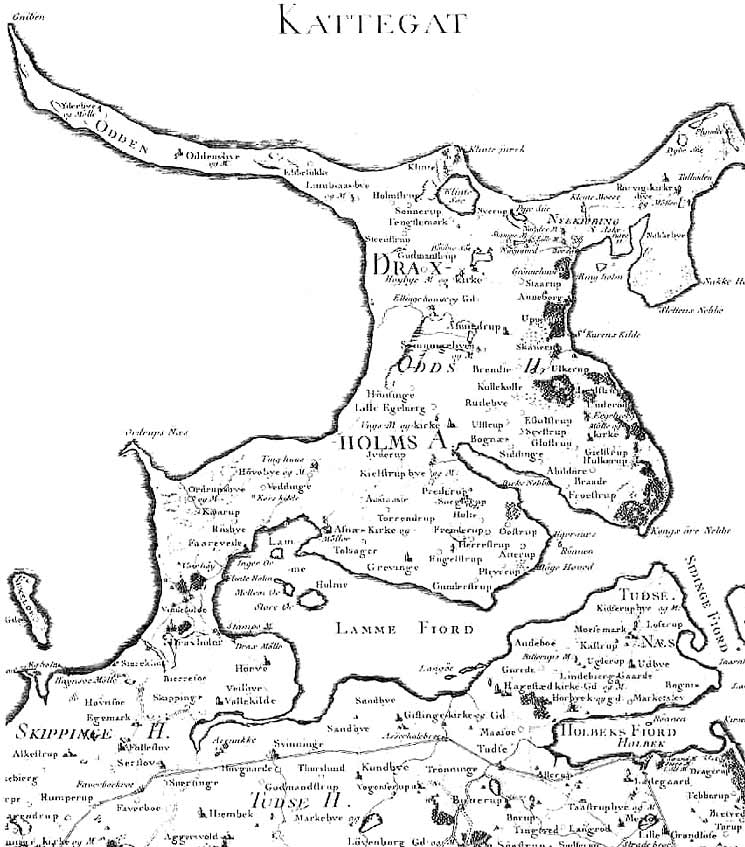
На карте Одсхерреда показан Ламме-фьорд до осушения. Следует отметить, что Сидинге-фьорд отмечен на этой карте неправильно.

Ламме-фьорд (дат. Lammefjorden) — залив в северо-западной части острова Зеландия в Дании, расположен у основания полуострова Одсхерред в одноименной коммуне. Раньше это был узкий морской залив, расположенный к западу от Исе-фьорда, теперь бо́льшая часть осушена под пахотные земли дамбой в Авдебо. Восточная треть залива покрыта морем, но название «Ламме-фьорд» теперь обычно применяют только к осушенной части (к западу от дамбы).
Бывшее песчаное дно залива подходит для сельского хозяйства, для выращивания моркови и картофеля. Выращиваемая здесь морковь известна по всей Дании.
Проект по осушению был предложен и возглавлен феодальным бароном Георгом Фредериком Отто, жившим в замке Драгсхольм. Работы были начаты в апреле 1873 года и в основном велись вручную, так как лошадей и телеги можно было применять только на достаточно сухих участках. Окончательно работы завершили в 1943 году, когда были осушены наиболее глубокие участки.
В 1899 году была открыта Одсхерредская железная дорога, проходящая вдоль западной (внутренней) оконечности фьорда. Административным и торговым центром большей части Ламме-фьорда служит посёлок Форевайле (дат. Fårevejle), в котором расположена одноименная железнодорожная станция.
В Ламме-фьорде расположена низшая точка Дании — 7 м ниже уровня моря. Это также самая низкая точка суши в Северной Европе и в Европейском союзе (наряду с Зёйдпласпольдер в Нидерландах).